# Festes laborals als Països Catalans
Les festes laborals són les dates declarades festives per la legislació laboral d'un país, de manera que les empreses n'han de tenir compte, ja que fer festa en aquests dies és un dret dels treballadors. En principi, doncs, són festes obligatòries i no recuperables (no es pot obligar els treballadors a fer-les en una altra data) i han de ser retribuïdes (pagades com un dia laboral efectivament treballat). Ara bé, a vegades les legislacions laborals d'un país preveuen certes excepcions sobre algun d'aquests aspectes obligatoris com és ara permetent que algunes dates concretes puguin ser substituïdes per altres que decideixin les autoritats regionals o locals, o bé permetent que algunes d'aquestes dates puguin ser negociades entre els representants dels treballadors i els empresaris. La llista de festes laborals establertes per llei en cada país s'han d'incloure en els calendaris laborals que estableixin les empreses per tal d'organitzar la seva activitat al curs de l'any.

## Territoris
Als Països Catalans, al pertànyer a tres estats diferents, s'hi apliquen tres marcs jurídics diferents segons el territori de què es tracti. Així, a Andorra s'hi aplica lògicament la legislació laboral andorrana; a la Catalunya Nord, la legislació laboral francesa; i a la resta, la legislació laboral espanyola. El tema de les festes laborals està regulat respectivament, doncs, per l'article 62 de la Llei de relacions laborals andorrana, per l'article L-3133-1 i següents del Codi de Treball francès, i per l'article 37.2 de la llei de l'Estatut dels Treballadors espanyola. Cada un d'aquests sistemes legals té les seves pròpies particularitats i les seves pròpies excepcions, ben diferents d'un cas a l'altre.
A l'estat espanyol, l'Estatut dels Treballadors (ET) estableix que hi ha d'haver un màxim de 14 dies festius laborals a l'any, dos dels quals corresponen a les festes locals que decideixi cada municipi. De les 12 que queden, l'ET determina que hi han de figurar forçosament els quatre dies següents: Nadal, Cap d'Any, el Primer de Maig (com a Festa del Treball) i el 12 d'octubre (com a Festa Nacional d'Espanya). I pel que fa a les 8 restants, l'ET es remet a les dates que s'estableixin per reglament posterior, cosa que es va fer a través del Decret 2001/1983 del 28 de juliol, en el seu article 45, modificat posteriorment el 1989. D'entre aquestes 8 dates que proposa el decret, l'ET permet que cada Comunitat Autònoma pugui substituir-ne quatre per altres dates tradicionals o pròpies de la Comunitat respectiva.
A l'estat francès, el Codi de Treball (CT) estableix 11 dies com a festius retribuïts i no recuperables. Tot i així, el CT admet dues particularitats. Una, que l'únic dia realment obligatori com a festiu és el Primer de Maig (excepte per als treballs de servei públic inexcusable); els altres 10 dies només són obligatoris per als treballadors menors de 18 anys o per aquells que així ho estableixin els convenis col·lectius o acords corresponents (de fet, la pràctica totalitat de treballadors). I l'altra particularitat, que una d'aquestes dates festives (en principi el Dilluns de Pentecosta) és considerada una "jornada de solidaritat" per a les persones discapacitades i per l'autonomia de les persones grans, de manera que aquest dia no és retribuït i el seu import és destinat a un fons públic de solidaritat (CSA). Al mateix temps, el CT permet que alguna regió molt concreta disposi de dues festes suplementàries: és el cas d'Alsàcia i del Bas-Rhin i Haut-Rhin.
A Andorra, la Llei de relacions laborals no estableix cap llista concreta de dates i ho remet a "les disposicions vigents en cada moment". De totes maneres, la llei sí que imposa el caràcter obligatori, retribuït i no recuperable de les festes. Així, la concreció dels dies festius de cada any es fa per Decret, el qual estableix 14 dies festius obligatoris, retribuïts i no recuperables, però amb una sola excepció: a les empreses directament relacionades amb el sector turístic, on permet que els dies festius puguin ser traslladats a altres dates, excepte les 4 dates que sí que són obligatòries també per al sector turístic: Cap d'Any, el 14 de març (com a Dia de la Constitució andorrana), el 8 de setembre (dia de N.S. de Meritxell) i Nadal. Tot i així, les empreses turístiques que ho facin, han de compensar al treballador amb dos dies de festa per cada data canviada. A més, el Comú de cada parròquia pot establir quatre festes locals suplementàries, i que seran igualment obligatòries, retribuïdes i no recuperables.
| Estat espanyol 14 dies | Estat francès 11 dies | Andorra 14+4 dies |
| --- | --- | --- |
| 1 gener Cap d'Any 6 gener Reis 19 març Sant Josep --- Divendres Sant 1 maig Festa del Treball 25juliol Sant Jaume 15 agost Assumpció 12 octubre Festa Nacional 1 novembre Tots Sants 6 desembre Dia de la Constitució 8 desembre Immaculada Concepció 25 desembre Nadal + 2 festes locals | 1 gener Cap d'Any --- Dilluns de Pasqua 1 maig Festa del Treball 8 maig Victòria dels Aliats --- Ascensió --- Dilluns de Pentecosta 14 juliol Festa Nacional 15 agost Assumpció 1 novembre Tots Sants 11 novembre Armistici de 1918 25 desembre Nadal | 1 gener Cap d'Any 6 gener Reis --- Carnaval 14 març Dia de la Constitució (1993) --- Divendres Sant --- Dilluns de Pasqua 1 maig Festa del Treball --- Dilluns de Pentecosta 15 agost Assumpció 8 setembre Nostra Senyora de Meritxell 1 novembre Tots Sants 8 desembre Immaculada Concepció 25 desembre Nadal 26 desembre Sant Esteve + 4 festes locals (com a màxim) |
| --- = festes de caràcter mòbil (la data varia d'un any a l'altre) | | |

| Principat de Catalunya | País Valencià                                                                         | Illes Balears                                                           | Franja de Ponent (Aragó)                              |
| --- | ------------------------------------------------------------------------------------- | ----------------------------------------------------------------------- | ----------------------------------------------------- |
| --- Dilluns de Pasqua 24 juny Sant Joan 11 setembre Diada Nacional 26 desembre Sant Esteve                                                                                       | --- Dilluns de Pasqua 24 juny Sant Joan 9 octubre Dia de la Com. Valenciana           | --- Dijous Sant --- Dilluns de Pasqua 26 desembre Segona festa de Nadal | --- Dijous de Pasqua 23 abril Dia d'Aragó             |
| Festes espanyoles substituïdes: Sant Josep Sant Jaume Tots Sants (dg) Dia de la Constitució (dg)                                                                                 | Festes espanyoles substituïdes: Sant Jaume Tots Sants (dg) Dia de la Constitució (dg) | Festes espanyoles substituïdes: Sant Josep Sant Jaume Tots Sants (dg)   | Festes espanyoles substituïdes: Sant Josep Sant Jaume |
| --- = festes de caràcter mòbil (la data varia d'un any a l'altre) (dg) = festius espanyols que, al caure en diumenge, la Comunitat Autònoma els substitueix per una festa pròpia |                                                                                       |                                                                         |                                                       |